# دن بلک (تنیس‌باز)
 دن بلک (انگلیسی: Don Black؛ زاده ۲ دسامبر ۱۹۲۷ درگذشته ۱۹ اکتبر ۲۰۰۰) یک تنیس‌باز بود.